# 42 〜世界を変えた男〜
『42 〜世界を変えた男〜』（42 せかいをかえたおとこ、原題: 42）は、2013年制作のアメリカ合衆国の映画。
アフリカ系アメリカ人初のメジャーリーガーとなったジャッキー・ロビンソンを描いた伝記映画。タイトルの「42」とはロビンソンが付けていた背番号で、現在アメリカ・カナダの全ての野球チーム（メジャーはもとより、マイナーリーグ、独立リーグ、アマチュア野球に至るまで）で永久欠番となっている。
アメリカとカナダでは公開から3日で、2730万ドル（約27億円）を売り上げて初登場1位となり、野球映画史上最高のオープニング記録を打ち立てた。

## あらすじ
第二次大戦が終結した直後の1945年。人種差別が激しいアメリカでメジャーリーグは白人選手だけが所属し、黒人は黒人だけのニグロリーグでプレーしていた。ブルックリン・ドジャース（ロサンゼルス・ドジャースの前身）のゼネラルマネージャーであるブランチ・リッキーは、黒人の能力を評価しており、チームに加えれば戦力になると考えた。それは世間からも白人選手からも非難される常識外れな計画だったが強行するリッキー。
書類選考で白羽の矢が立ったのは26才の黒人選手ジャッキー・ロビンソンだった。ジャッキーに、やり返さない勇気を持てと指示するリッキー。殴られてやり返せば非難されるのは黒人だ。立派な紳士であり偉大な選手だと示すしか勝ち残る道は無かった。
ジャッキーをまず所有するマイナーリーグのロイヤルズに入団させるリッキー。空港で搭乗拒否されホテルにも泊まれないジャッキーの為に、リッキーは宿泊場所などきめ細かいサポートを続け、文句を言う白人選手は容赦なくトレードに出された。野球場で白人の観客たちからブーイングを浴び、故意のデッドボールを受けても受け流して、俊足による盗塁や打率、捕球力で成果を上げて行くジャッキー。
1947年にドジャースと契約したジャッキーは背番号42を獲得した。初めは渋っていた白人のチームメートたちも、優秀で忍耐強いジャッキーを見て差別の心を捨てて行った。
ある日試合でジャッキーが野次をされていると、チームメイトはジャッキーと肩を組んで、「明日は全員で『42』を着けるか。そうすりゃ見分けがつかない」と言う。試合後のシャワーを白人選手と一緒に浴びるようになるジャッキー。
試合でジャッキーに酷いヤジを飛ばし続けた相手チームの監督は新聞記事で非難された。白人社会にも少しずつ、ジャッキーを認める層が出始めたのだ。この年の最終戦をジャッキーのホームランで勝ち取ったドジャースはワールドシリーズに進出した。ジャッキーのメジャーデビュー50周年である1997年4月15日以降、背番号42はジャッキーを記念して、メジャーリーグ全球団で永久欠番となっている。

## キャスト
※括弧内は日本語吹き替え
- ジャッキー・ロビンソン - チャドウィック・ボーズマン（三宅健太）
- ブランチ・リッキー - ハリソン・フォード（勝部演之）
- レイチェル・ロビンソン - ニコール・ベハーリー（英語版）（根本圭子）
- レオ・ドローチャー - クリストファー・メローニ（落合弘治）
- ウェンデル・スミス（英語版） - アンドレ・ホランド（小森創介）
- ピー・ウィー・リース - ルーカス・ブラック（あべそういち）
- ラルフ・ブランカ（英語版） - ハミッシュ・リンクレイター（英語版）（野沢聡）
- ハッピー・チャンドラー - ピーター・マッケンジー（英語版）
- クライド・スークフォース（英語版） - トビー・ハス
- バート・ショットン（英語版） - マックス・ゲイル（英語版）
- ジョー・ガラジオラ・シニア（英語版） - ジーノ・アンソニー・ペシ（英語版）
- ディクシー・ウォーカー（英語版） - ライアン・メリマン
- カービー・ヒグビー（英語版） - ブラッド・バイアー
- エディ・スタンキー（英語版） - ジェシー・ルケン（英語版）
- ベン・チャップマン（英語版） - アラン・テュディック
- レッド・バーバー（英語版） - ジョン・C・マッギンリー（宗矢樹頼）
- ダッチ・レナード（英語版） - C・J・ニコースキー（一戸康太朗）
- クレイ・ホッパー（英語版） - ブレット・カレン
- ハロルド・パロット - T・R・ナイト（堂坂晃三）

## 主な受賞
2013年のハリウッド映画祭において、本作に出演したハリソン・フォードが功労賞を受賞した。
第38回報知映画賞で作品賞（海外）を受賞。